# リトル・サルケルド駅

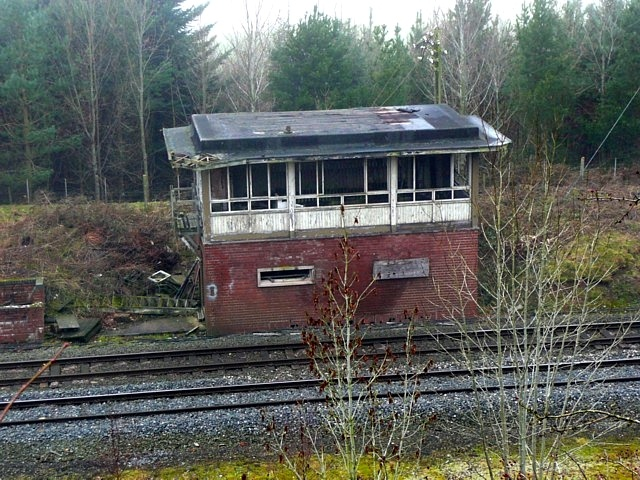
ロング・メグ信号所

リトル・サルケルド駅（リトル・サルケルドえき、英: Little Salkeld railway station）は、イングランドのカンブリア州 ハンソンビー行政教区とグレート・サルケルドにあるリトル・サルケルド村で使用されていた鉄道駅である。セトル・カーライル線は今も貨物輸送と乗客輸送として運転されている。この駅はミッドランド鉄道が1876年に開業したが、1970年にイギリス国鉄がこの路線におけるローカル線からの撤退を表明したことにより駅は閉鎖された。

## 歴史
ロング・メグ鉱山に通ずるリトル・サルケルド駅と支線はともに1970年代に閉鎖したにもかかわらず、閉鎖されたプラットホームは今もなお残されたままであり、駅舎は個人住宅として維持管理されている。1918年にロング・メグ鉱山切通し近くで発生したリトル・サルケルド鉄道事故では7名の人々が犠牲になった。1933年にはリトル・サルケルド駅で常駐の信号係が変則的なブロック作業を行ったために、迂回中の貨物列車と南行きの特急列車が衝突するという事故が発生し、鉄道員1名が死亡、さらには乗客30名と5名の駅員が負傷するという事態に発展した。鉄道員駅舎もまたここに存在している。
製粉所の近くにはリトル・サルケルド陸橋（ドッズ・ミル陸橋とも）があり、村の真北にはイーデン川を渡るイーデン・レイシー陸橋（ロング・メグ陸橋とも）がある。
イーデン・レイシー陸橋とリトル・サルケルド駅の北には嘗てロング・メグ側線の信号所があった。イギリス国鉄のロンドン・ミッドランド・リージョンの15型にロンドン・ミッドランド・リージョン標準基盤の40スロットルを取り付け、上り線に接続されただけのロング・メグ側線地上基盤に代わって1955年に開設した。ミッドランド鉄道信号所は1915年3月13日まで操業していた。1990年7月11日、独立ブロック区画がカルガイスからロー・ハウス踏切信号所まで拡張されたことにより、ロング・メグ信号所は正式に閉鎖された（確かにこれより数年前には永久に「スイッチを切った状態」だったのだが）。

### 駅長
- G・ホワイト（1876年-1877年[6]）
- G・ウッディング（1877年-1880年[6]）
- W・G・ミッチェル（1880年[6]-1883年[7]）
- G・ベーカー（1883年-1886年[7]）
- H・クレス（1886年-1891年[7]）
- トーマス・スミス（1891年[7]-1914年ごろ）
- ロバート・ジェームス・ティンズリー（1959年-1970年 、ラングウォースビー駅の駅長も兼ねていた）[8]

### ロング・メグ鉱山

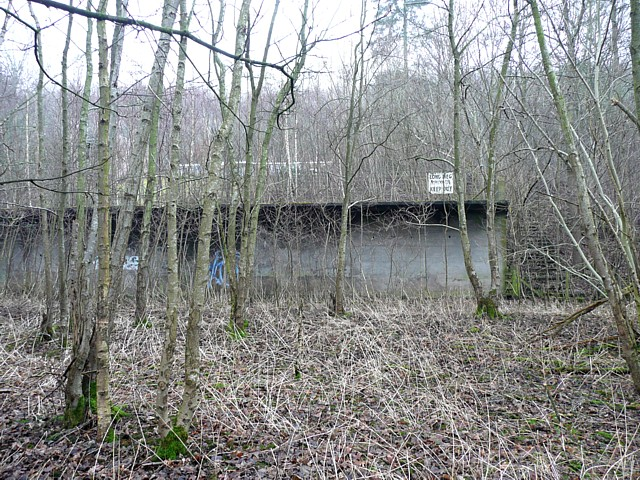
ロング・メグ鉱山側の廃墟

1885年、ロング・メグ・ドリフト鉱山はロング・メグ・プラスター株式会社により開山され、1886年にミッドランド鉄道に接続された。
カーライル・ブラスター・アンド・セメント株式会社は1914年もしくは1915年に鉱山を閉山したが、1922年にロング・メグ・プラスター・アンド・ミネラル株式会社が硬石膏採取のために鉱山を再開させた。1939年にブリティッシュ・プラスター・ボード会社に購入された鉱山はブリティッシュ・ジプサムと名を改めたものの、1976年に鉱山は閉山した。